# ユーシーカード
ユーシーカード株式会社（英語: UC CARD Co.,Ltd.）は、株式会社みずほ銀行の子会社で、クレジットカードに関する事業を営む株式会社である。ロゴマークにテントウムシがあしらわれており、会員誌の名前も「てんとう虫」である。ユーシーカードという名前は、旧名称ユニオンクレジットの略称UCからきている。

## 概要

### ユーシーカード株式会社の設立
2004年8月4日に株式会社みずほフィナンシャルグループ（以下「みずほFG」）・当時の株式会社みずほ銀行（以下「旧みずほ銀行」）・当時のユーシーカード株式会社（以下「旧ユーシーカード」）・株式会社クレディセゾンはクレジットカード事業における戦略的業務提携に基本合意、同年12月24日に各社は包括的業務提携基本契約書を締結した。これに基づいて、みずほFG及びクレディセゾンはクレジットカード事業再編に合意、旧ユーシーカードの加盟店・プロセシング事業を新設分割し、2005年10月1日に設立された。
旧ユーシーカードが2006年1月1日にクレディセゾンに吸収合併し消滅するまでの間はユーシーカードが2社存在した。

### 株式会社キュービタスの設立
2007年1月30日に現ユーシーカード・クレディセゾン・旧みずほ銀行はクレジットカード事業の統合・再編に基本合意、同年10月1日に現ユーシーカードのプロセシング事業を新設分割し、株式会社キュービタス（2020年4月1日にクレディセゾンに吸収合併し消滅）を設立した。
2017年1月26日にみずほ銀行・現ユーシーカード・クレディセゾン・キュービタスは包括的業務提携基本契約書を見直し、包括的業務提携基本契約等変更契約を締結した。

### 株式会社クレディセゾンとの提携の終了
2019年2月22日にみずほ銀行及びクレディセゾンは包括的業務提携の解消等に関する基本合意書を締結した。これに基づいて両社及び現ユーシーカード・キュービタスは包括的業務提携の終了に関する合意書を締結し、同年10月1日を以て包括的業務提携を終了した。

## 主な事業

### クレジットカード
2004年のクレディセゾンとの包括的業務提携を発表して以降、会員事業(クレジットカード発行)はクレディセゾン、加盟店事業は現ユーシーカードと二社間で業務を分けていたたため、旧ユーシーカードが発行していたUCカードは、クレディセゾンが承継し発行していた。その後、2017年1月26日の包括的業務提携基本契約書の見直しに基づき、現ユーシーカードも会員事業ができるようになったため、クレジットカードの発行を再開している。このためUCカードのホームページには、旧ユーシーカードの流れを組むクレディセゾン発行と新たに新設されたユーシーカード発行の2種類が併存している。なおこのクレディセゾンが発行しているカードは、セゾンカードに寄せたつくりとなっているためユーシーカード発行などの従来のUCカードグループのサービスと異なる点があるため注意が必要である。同年4月11日に三井住友トラスト・カード株式会社のUCカード事業を承継した。また、2020年10月11日にSOMPOクレジット株式会社のUCカード事業を承継した。

### プリペイドカード
使い切りのギフトカード型プリペイドカードとして「UC GIFT」を発行している。

### UCギフトカード
紙のギフトカードとして「UCギフトカード」を発行している。500円券・1,000円券・5,000円券の3つの種類があり、UCギフトカードの加盟店で利用する事が出来る。

### UCタクシーチケット
ユーシーカードが取り扱っているタクシーチケットである。UCタクシーチケットの加盟店であるタクシーで利用する事が出来る。

### 加盟店
UCカード（Mastercard又はVisaと提携したクレジットカード・デビットカード・プリペイドカードも取り扱う事が出来る）・UCギフトカード・UCタクシーチケットの加盟店を開拓している。また、中国銀聯・J-Debit・iD・QUICPay・楽天Edy・nanaco・WAON・Kitaca・Suica・TOICA・ICOCA・SUGOCA・PASMO・nimoca・J-Coin Payの加盟店も開拓している。

### 業務受託
次の各社から業務を受託している。
- 株式会社青山キャピタル
- 株式会社エヌ・シー・ビー
- 株式会社NTTドコモ[20]
- NTTファイナンス株式会社
- ゼビオカード株式会社
- 株式会社東武カードビジネス
- 株式会社日産フィナンシャルサービス
- 株式会社ビューカード

## 経緯

### 旧ユーシーカード
旧ユーシーカードは、現ユーシーカードの前身であり、1969年6月23日にユニオンクレジット株式会社として設立された事から始まる。「ユニオン」とは、設立に関わった銀行（当時の第一銀行・富士銀行・日本勧業銀行・太陽銀行・埼玉銀行(銀行コード順)と三菱銀行）のクレジットカードの共同体の意である。その後、三菱銀行はメンバーから外れ、三井銀行と大和銀行がメンバーに加わり、各行が設立したクレジットカード会社（現在のUCカードグループ）がユニオンカード（名称は発行各社それぞれ）を発行するようになる。
- 1969年6月23日 - ユニオンクレジット株式会社が設立される。
- 1972年 - Interbank Card Association （現在のMastercard） に加盟する。
- 1988年 - Visaに加盟する。
- 1994年 - 商号をユーシーカード株式会社に変更する。
- 2002年4月1日 - 第一勧銀カード株式会社、株式会社富士銀クレジット（後のみずほ信用保証株式会社）及び興銀カードサービス株式会社（後のエムエイチカードサービス株式会社）のクレジットカードに関する事業（JCB及びDiners Clubに関する事業を除く）を統合する[21]。
- 2005年10月1日 - 加盟店・プロセシング事業を新設分割し、現ユーシーカードが承継する[8]。
- 2006年1月1日 - 株式会社クレディセゾンに吸収合併し消滅した[9]。

以降の沿革はクレディセゾンを参照

### 現ユーシーカード
- 2005年10月1日 - 旧ユーシーカード（2006年1月1日にクレディセゾンに吸収合併し消滅[9]）が加盟店・プロセシング事業を新設分割し設立[8]。
- 2007年10月1日 - プロセシング事業を新設分割し、株式会社キュービタス（2020年4月1日にクレディセゾンに吸収合併し消滅[11]）を設立[12]。
- 2011年8月 - 中国銀聯と加盟店業務で業務提携。
- 2017年4月11日 - 三井住友トラスト・カード株式会社のUCブランドに係る会員・加盟店事業を承継[16]。
- 2019年10月1日 - キュービタス（2020年4月1日にクレディセゾンに吸収合併し消滅[11]）が分割したユーシーカード関連事業領域を承継[15]。
- 2020年10月11日 - SOMPOクレジット株式会社のUCカードに係るクレジットカード事業を承継[17]。